# Angela Cutrone
Angela Cutrone (Saint-Léonard, 19 gennaio 1969) è un'ex pattinatrice di short track canadese.

## Carriera
Vinse la medaglia d'oro nella staffetta 3000 metri alle Olimpiadi di Albertville 1992.

## Palmarès

### Olimpiadi
- Oro a Albertville 1992 nella staffetta 3000 metri.